# Jesús Font i Urgell
Jesús Font i Urgell   (Barcelona, 24 de desembre de 1960) és un director, productor i guionista de cinema i sèries de televisió català. Expert en la comèdia audiovisual, és un dels directors de ficció televisiva més prestigiosos en l'àmbit català.
Per a formar-se en cinema va anar als Estats Units, concretament a Los Angeles, on va ser estudiant de l'American Film Institute. Durant l'estada al país va rodar dos migmetratges i, en tornar a Catalunya, va fer dos curtmetratges: Electric Alabama (1985) i Feliz cumpleaños (1987). Uns anys després, va dirigir el film Carambolas (1993). Tot això constitueix el primer acostament de Font a la professió de cineasta. Si bé és de formació cinematogràfica, s'ha desenvolupat professionalment amb més incisió en el mitjà televisiu.
Ha treballat tant per a Televisió Espanyola com per a TV3 i altres cadenes. Així doncs, ha participat en Historias de la puta mili, La sucursal, La vida aquí, Caronte, MIR, Gavilanes, La Salazón, Buscando al hombre perfecto, El año que trafiqué con mujeres, Todos los hombres sois iguales i El comisario, entre d'altres. També ha dirigit la segona temporada de 13 anys i un dia, així com els projectes La sagrada família i Gran Nord, i ha codirigit la sèrie El Faro, cruïlla de camins.
El 2021, va dirigir la pel·lícula Hollyblood, una comèdia romàntica sobre vampirs protagonitzada per Óscar Casas i Isa Montalbán. L'estrena va ser l'any següent, primer a les sales de cinema espanyoles el 22 de juliol i tot seguit a Netflix, on va assolir un grau de popularitat tal que es va posicionar entre els 10 films de parla no anglesa més vistos.